# Samira Shahbandar
Samira Shahbandar, född 1946 i Bagdad, är en irakisk flygvärdinna som var Iraks ex-ledare Saddam Husseins andra hustru. Samira är mor till Saddams tredje son Ali.
Shahbandar jobbade som flygvärdinna på Iraqi Airways. Hon ska ha träffat Saddam Hussein 1983. Det sägs att det var Saddams livvakt Kamel Hana Gegeo som förde samman dem. Saddam var ännu gift med sin första fru Sajida Talfah och 1986 gifte sig Saddam med Samira Shahbandar trots att han ännu var gift med Sajida. I början hölls äktenskapet mellan Saddam och Samira hemligt men när det senare blev offentligt skulle Sajida ha blivit svartsjuk. Även Saddams äldste som Uday Hussein skulle ha blivit ursinnig och i oktober 1988 mördades Kamel Hana Gegeo av Uday Hussein.